# Dimitri Wassiljewitsch Wassiltschikow

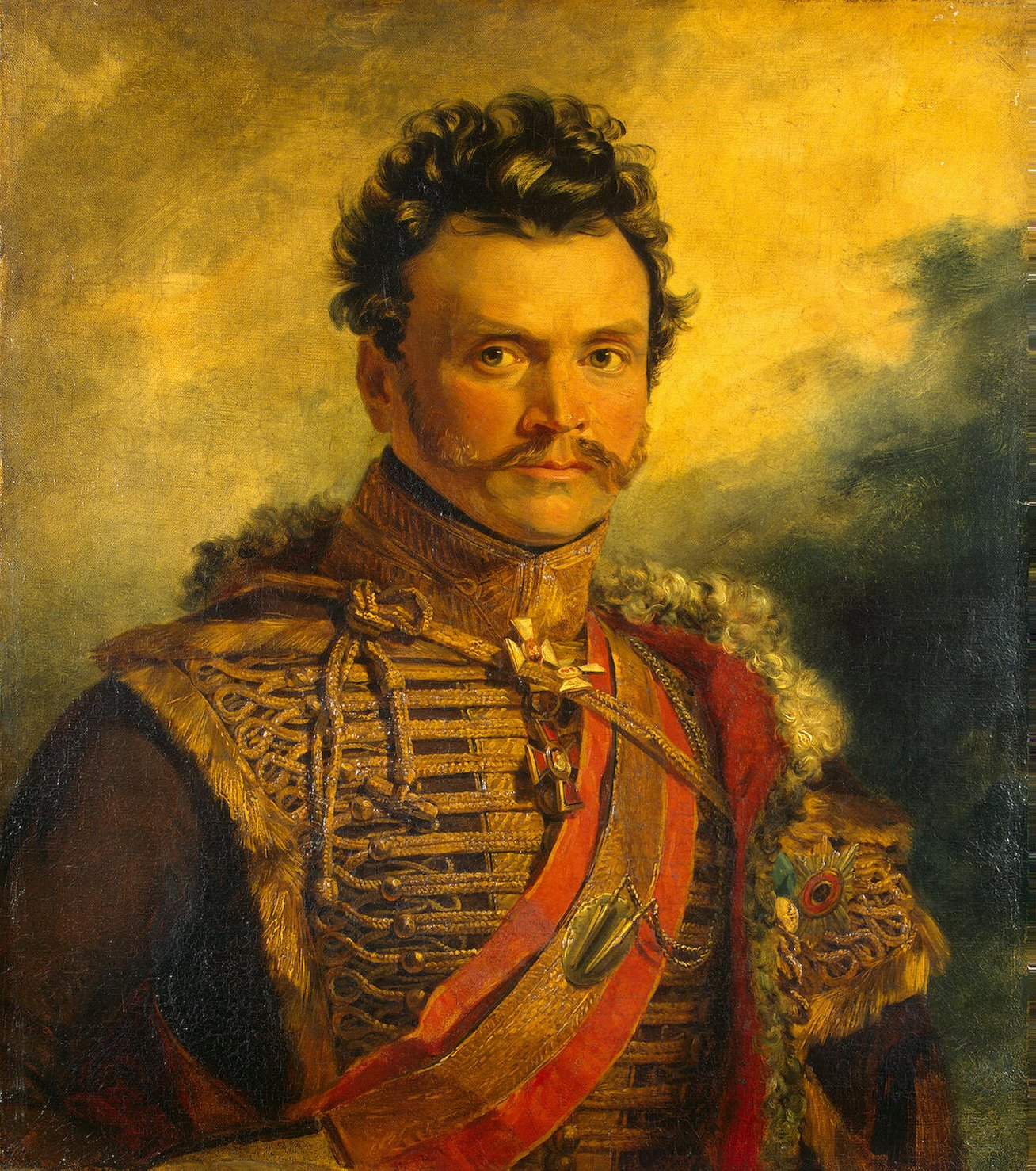
Dmitri Wassiljewitsch Wassiltschikow

Dmitri Wassiljewitsch Wassiltschikow (russisch: Дмитрий Васильевич Васильчиков;  wissenschaftliche Transliteration Dmitrij Vasil'evič Vasil'čikov,* 1778 im Gouvernement Pskow; † 5. Dezember 1859 ebenda) war im Russischen Kaiserreich ein Wirklicher Geheimrat, General der Kavallerie, Oberjägermeister, Kammerherr und Staatsrat.

## Leben

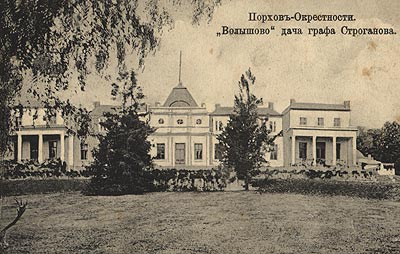
Herrenhaus Wolyschowo in der Oblast Pskow

D.W. Wassiltschikow war der Erbe des Herrenguts Wolyschowo in der Oblast Pskow und verfügte über ein Gut in Wybiti. Im Jahre 1785 wurde er als Sergeant in das berühmte Preobraschenski Leib-Garderegiment aufgenommen und 1794, im Rang eines Wachtmeisters, zur Berittenen Leibgarde versetzt. Am 15. November 1796 wurde er zum Kornett befördert und am 7. Juni 1799 zum  Kammerherrn ernannt, danach wurde er vom aktiven Militärdienst freigestellt und diente am Kaiserlichen Hof. Am 7. Oktober 1801 wurde er reaktiviert und zum Oberst befördert, es folgte ab 1804 eine erneute Freistellung und die Verwendung als Kammerherr am Obersten Gerichtshof. Am 13. Januar 1808 kehrte er in den aktiven Dienst zurück und diente als Oberst im Akhtyrsky-Husaren-Regiment. Im Jahre 1809 war er während des Fünften Koalitionskrieges in Galizien eingesetzt. Am 28. März 1811 wurde er zum Kommandeur des Akhtyr-Husaren-Regiments ernannt und kämpfte während des Sechsten Koalitionskrieges, dem Vaterländischen Krieg von 1812, an mehreren Fronten. Er war mit seinem Regiment in der Schlacht bei Borodino, in der Schlacht bei Mir und in der Schlacht bei Wjasma, für seine Tapferkeit und Dienste wurde er mit hohen russischen und ausländischen Orden dekoriert. Am 26. Dezember 1812 wurde er zum Generalmajor befördert und befehligte seine Truppen in der Völkerschlacht bei Leipzig. Ab 1814 war er Brigadekommandeur in der 2. Husarendivision, 1816 wurde ihm ein Divisionskommando überragen. Mit dem Privileg einer Leibrente und dem Tragen der Uniform nahm er am 16. Dezember 1822 seinen Abschied aus der Kaiserlich-russische Armee.
Nach seiner Pensionierung war er weiterhin im Hofstaat tätig, wurde 1830 zum Oberhofmeister ernannt, 1832 erhielt er den Titel zum Jägermeister und 1838 zum Oberjägermeister. Am 1. Juli 1846 wurde er in den Staatsrat berufen. Am 5. September 1852 wurde er mit allen Ehren vom Hofstaat verabschiedet, er behielt lebenslang den Titel des Oberjägermeisters. Er war Mitglied der Kommission für den Bau der Isaakskathedrale in Sankt Petersburg. Am 30. Mai 1858 wurde er zum Ehrenkommandanten des Akhtyrsky-Hussar-Regiment und zum General der Kavallerie ernannt. Er starb am 5. Dezember 1859 und wurde auf seinem Anwesen im Dorf Wybiti beigesetzt.

## Auszeichnungen
- Orden des Heiligen Andreas des Erstberufenen
- Russischer Orden des Heiligen Georg
- Orden des Heiligen Wladimir
- Alexander-Newski-Orden
- Kaiserlich-Königlicher Orden vom Weißen Adler
- Russischer Orden der Heiligen Anna
- Goldenes Schwert für Tapferkeit
- Militärorden Pour le Mérite
- Roter Adlerorden
- Großkreuz des Württembergischen Friedrichs-Ordens (1834)
- Großherzoglich Hessischer Ludwigsorden[3]

## Herkunft und Familie
D.W. Wassiltschikow stammte aus dem Bojarengeschlecht Wassiltschikow, deren Existenz bis in das 14. Jahrhundert zurück reicht. Sein Vater war der russische Brigadegeneral Wassili Alexejewitsch Wassiltschikow (1754–1830), seine Brüder waren der spätere Fürst Illarion Wassiljewitsch Wassiltschikow und der Generalmajor Nikolai Wassiljewitsch Wassiltschikow (1781–1849). Dimitri heiratete 1804 Gräfin Alexandra (Adelaide) Petrovna Apraksina (1785–1851), sie war Trägerin des Russischen Orden der Heiligen Katharina. Sie hatten vier Töchter: Elisabeth Dmitriewna (1805–1890); Sofia Dmitriewna (1809–1887), Katharina Dmitriewna (1811–1874) und Tatjana Dmitriewna (1823–1880).